# Honningsvåg
Honningsvågⓘ, à latitude 70° 58' N, no município de Nordkapp, é a localidade mais a norte da Noruega (excluindo as Svalbard) embora o título de cidade mais setentrional do mundo seja disputado com Hammerfest, também na Noruega, com Barrow, no Alasca, e Longyearbyen, Svalbard. A legislação norueguesa de 1997 define cidade como localidade com mais de 5000 habitantes, mas Honningsvåg só tem 2367 (à data de 2009) mas foi elevada a cidade em 1996, ficando isenta deste requisito pois foi-o antes da entrada em vigor da legislação. Fica numa baía na costa sul da ilha Magerøya, ficando no caminho para o Cabo Norte, na encosta setentrional. O seu porto abriga navios de cruzeiro, especialmente no verão. Tem um aeroporto que faz a ligação com Tromsø.